# Generation Love
«Generation Love» en español «Generación del amor» es el segundo sencillo oficial del álbum debut de la cantante Jennette McCurdy, el álbum es titulado igual que la intérprete de la canción, álbum que fue lanzado el 23 de enero de 2012.

El vídeo musical fue estrenado oficialmente en los Estados Unidos el 25 de abril de 2011.

## Letra
La letra fue hecha por la propia cantante Jennette McCurdy y fue elegida para el álbum debut de Jennette McCurdy también como segundo sencillo, el primero fue «Not That Far Away». Pertenece al álbum «Jennette McCurdy». McCurdy dijo:
«La letra me salió del alma es mi historia y estoy orgullosa de compartirlo con mis fans, los medios, mi familia, mis amigos etc.».
La letra de la canción comienza hablando de generaciones anteriores: Jennette comienza hablando de su madre como una baby boom adulta, pacífica, salvaje, y sonriente, con la descripción da a entender que su madre era una hippie; luego menciona a su abuelo como un «hijo de la Gran Depresión» solitario, humilde, que cuenta historias acerca de como creció sin dinero, luego Jennette menciona la frase «¿qué se dirá de nosotros?», tras ello el coro menciona las distintas formas en las que se puede reconocer la generación actual en un futuro, mencionando  (a los  adolescentes de hoy en día) como «La Generación de la Lujuria», «Generación de la Codicia», «Generación conectada a una pantalla de plasma», dando a entender lo mal que esta la generación joven y enfatizando en la necesidad de cambiar eso. Al final del coro menciona la frase «O quizá podríamos ser conocidos como la «Generación del Amor».
Debutó en el número 57 en Estados Unidos en los Billboard Hot Country Songs.
| Chart (2011)                     | Posición del pico |
| -------------------------------- | ----------------- |
| U.S. Billboard Hot Country Songs | 44                |